# Nová Polianka
Nová Polianka – wieś (obec) na Słowacji w kraju preszowskim, powiecie Svidník.
Nová Polianka położona jest w historycznym kraju Szarysz na szlaku handlowym z Węgier do Polski. Pierwsze wzmianki o wsi pochodzą z roku 1414.
W Novej Poliance znajdowała się drewniana cerkiew greckokatolicka św. Paraskewy wybudowana w 1766, zrekonstruowana w 1986 w skansenie w Svidníku.